# Acento circunflejo
El acento circunflejo, también llamado coloquialmente como gorrito, techito o sombrero ( ◌̂ ) es un signo diacrítico utilizado en la ortografía normal de diversas lenguas: francés, español medieval, portugués, rumano, neerlandés, galés, eslovaco, griego, esperanto, vietnamita, ligur, friulano, barese y siciliano entre otros. También representa una Potenciación en matemáticas. También es utilizado comúnmente en varios esquemas de transcripción y romanización. Su nombre proviene del latín circumflexus (plegado circularmente), que es una traducción del griego περισπωμένη (perispōménē).
En general este acento se usa sobre las vocales (â, ê, î, ô, û). En la ortografía del esperanto, en cambio, se coloca sobre consonantes: ĉ, ĝ, ĥ, ĵ y ŝ.

## Uso del acento circunflejo por idioma

### En lengua boruca o brunca costarricense
En el idioma boruca o brunca (donde el signo es ^), el signo comparable al circunflejo puede aparecer en un pequeño espacio de la última o de la penúltima sílaba de cualquier vocablo o palabra; sin embargo, en tal caso la última sílaba debe ser breve.[cita requerida]

### En galés
En la lengua galesa, se utiliza el circuflejo, llamado acen grom (acento curvado) o to bach (tejado pequeño), para indicar vocales largas.  Sirve, por lo tanto, para distinguir entre pares de palabras con la misma vocal pero de diferente largo, por ejemplo tân (fuego) distinto de tan (debajo de) o tŵr (torre) diferente de twr (montón; muchedumbre) - hay que tener en cuenta que en galés la W es una vocal, con el sonido de la U del castellano.  Véase Evans, H. Meurig & Thomas, W.O. Y Geiriadur Newydd, Llyfrau'r Dryw, Llandybie.  Quinta impresión, 1984.

### En griego antiguo
En el idioma griego antiguo (en este idioma, el signo no es ◌̂, sino ◌͂), el signo comparable al circunflejo puede aparecer en una vocal larga de la última o de la penúltima sílaba de cualquier vocablo o palabra; sin embargo, en tal caso la última sílaba debe ser breve. Con base en la posición de este acento, una palabra se denomina perispómena (sobre la última sílaba) o properispómena (sobre la penúltima sílaba).[cita requerida]

### En español
El signo, introducido por la Real Academia Española en el siglo XVIII, se añadía a las vocales posteriores a "ch" y "x", y señalaba que estas se pronunciaban [k] y [ks], respectivamente, ya que tales palabras eran préstamos del latín o del griego. Ejemplos: châracteres, exâcto. Sin embargo, si el uso de este acento contradecía el uso del acento agudo, se le daba prioridad al segundo: chímica (y no chîmica). También, si una palabra terminaba en x, no se marcaba su pronunciación [x] en ninguna vocal cercana al no ser seguida de vocal: relox (hoy: reloj). En los primeros textos, el circunflejo podía alternar con el grave en usos similares (â, cargarâ, despachô) o utilizarse en voces como fê o vêr para indicar la presencia original de una doble vocal (fee, veer; hoy: fe, ver). También podía aparecer en palabras como baxîos, traîa, tenîa, oîa (en estas últimas, indicaba un hiato o ruptura del diptongo), recordando su empleo en griego con palabras con estas mismas terminaciones. El acento agudo se usaba raramente y casi siempre en posición interior de palabra. No obstante las tendencias descritas, hay que señalar que, en esa primera época, el uso de los diferentes tipos de acento era, por lo general, irregular e inconsistente incluso dentro de una misma obra.[cita requerida]
Este signo (^) pronto dejó de usarse en el mismo siglo, después de que dejaron de usarse ch con pronunciación [k] y x con pronunciación [x] a favor de c/qu y j/g (como en relox o dixe), lo que hizo que resultara inútil.[cita requerida]

### En italiano
En la actualidad, en italiano, el circunflejo prácticamente está en desuso, aunque normativamente se acepta su uso. Antiguamente el circunflejo podía ser puesto sobre cualquier vocal e indicaba las formas contractas típicas del lenguaje poético debido a la elisión de una sílaba por razones de métrica.

### En francés
Como en español y otros idiomas, el signo circunflejo supone una extensión de la vocal que lo porta, filológicamente suele indicar la contracción debida a la pérdida de una < s > preconsonática en el latín, por ejemplo en chastel→ chasteau → château (castillo); o en isle → île (isla).

### En portugués
En portugués, se utiliza en â, ê y ô. Los dos últimos muestran las vocales medias cerradas tónicas [e] y [o]. La â (siempre antes de una consonante nasal - m o n: pântano, câmara) denota una vocal tónica central, ligeramente nasalizada en portugués hablado en Brasil. Utilizado al término de las palabras con e cuando está cerrada: "você" (usted), "lê" (lees/lee), jurerê (jureré, la playa de). A veces se utiliza para distinguir algunas palabras, tales como "tem" (tiene) y "têm" (tienen).
En el portugués de Brasil el circunflejo tiene en e y o su uso más frecuente, por razón de la pronunciación cerrada o nasalizada de las vocales que en portugués lusitano: bebê/bebé (bebé), Antônio/António (Antonio), econômico/económico (económico), prêmio/prémio (premio), tênis/ténis (tenis). Pero en portugués europeo hay también ese sonido, como en estômago (estómago) y fêmea (hembra). En cuanto a â, se utiliza igual en todas las variantes de portugués.

### En avañe'ẽ (guaraní)
En textos digitales en guaraní se emplea el signo circunflejo como carácter sustitutivo del símbolo normativo del alfabeto guaraní, la virgulilla, para indicar la pronunciación nasalizada de las seis vocales del idioma. El circunflejo es resultado de que los teclados y las tipografías de uso corriente no admiten la virgulilla.